# مینامی‌آیکی، ناگانو
می‌نامی‌آیکی، ناگانو (به لاتین: Minamiaiki, Nagano) یک منطقهٔ مسکونی در ژاپن است که در Minamisaku District واقع شده‌است. می‌نامی‌آیکی ۶۶٫۰۵ کیلومترمربع مساحت و ۱٬۰۱۴ نفر جمعیت دارد.